# Solomon F. Prouty

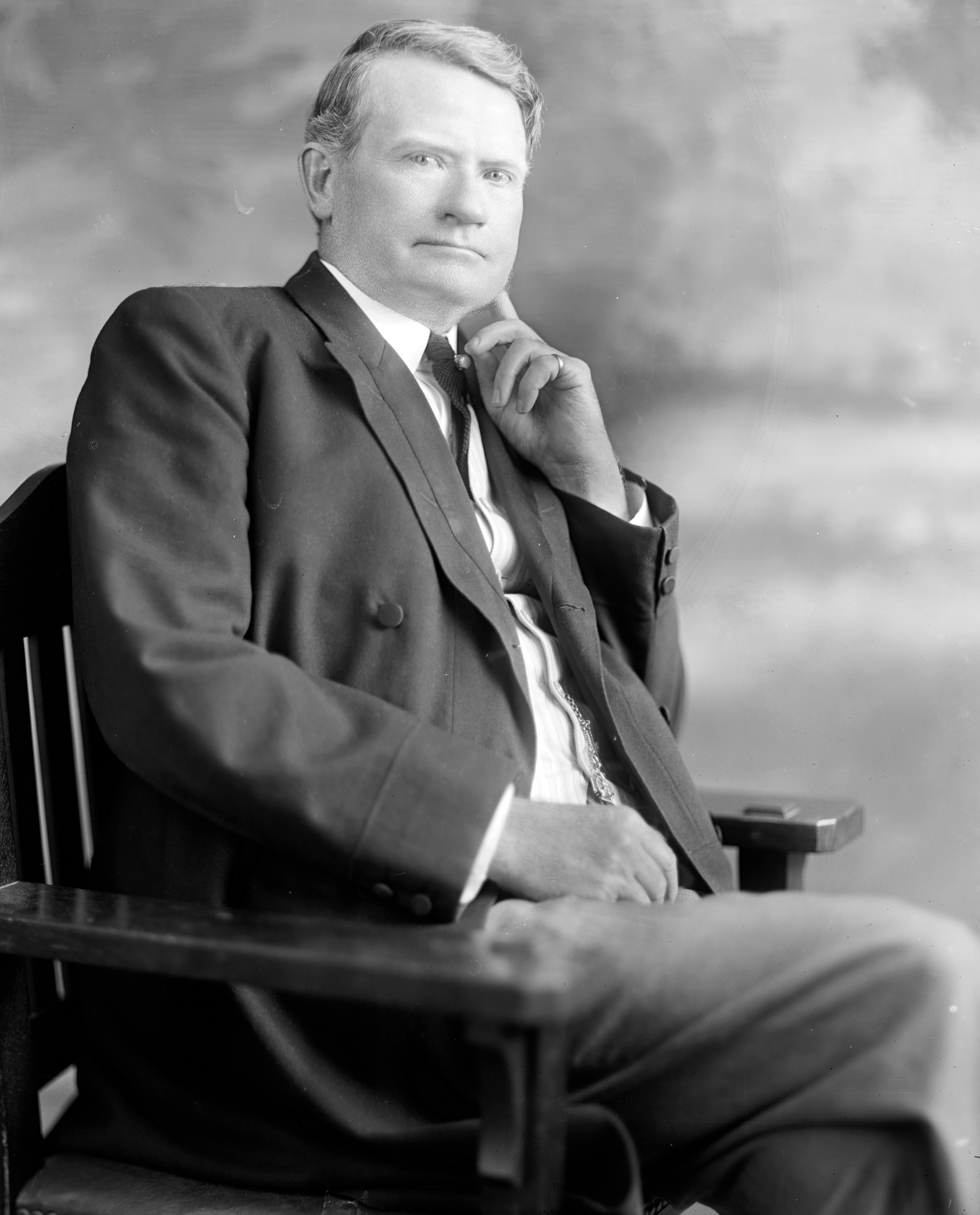
Solomon F. Prouty

Solomon Francis Prouty (* 17. Januar 1854 in Delaware, Ohio; † 16. Juli 1927 in Des Moines, Iowa) war ein US-amerikanischer Politiker. Zwischen 1911 und 1915 vertrat er den Bundesstaat Iowa im US-Repräsentantenhaus.

## Werdegang
Im Jahr 1855 zog Solomon Prouty als Einjähriger mit seinem Vater in das Marion County in Iowa. Dort besuchte er die öffentlichen Schulen und von 1870 bis 1873 und später noch einmal bis 1877 die Central University in Pella. Zwischenzeitlich war er von 1873 bis 1875 am Simpson College in Indianola eingeschrieben. Von 1878 bis 1882 unterrichtete er selbst an der Central University. Nach einem Jurastudium und seiner im Jahr 1882 erfolgten Zulassung als Rechtsanwalt begann er in Pella in seinem neuen Beruf zu arbeiten. Im Jahr 1891 verlegte er seine Kanzlei und seinen Wohnsitz nach Des Moines; 1899 wurde er dort Bezirksrichter.
Politisch war Prouty Mitglied der Republikanischen Partei. In den Jahren 1880 und 1881 saß er als Abgeordneter im Repräsentantenhaus von Iowa. 1902, 1904 und 1908 kandidierte er jeweils erfolglos für den Kongress. Bei den Kongresswahlen des Jahres 1910 wurde Prouty dann im siebten Wahlbezirk von Iowa in das US-Repräsentantenhaus in Washington, D.C. gewählt, wo er am 4. März 1911 die Nachfolge von John A. T. Hull antrat. Nach einer Wiederwahl im Jahr 1912 konnte er bis zum 3. März 1915 zwei zusammenhängende Legislaturperioden im Kongress absolvieren. In dieser Zeit wurden dort der 16. und der 17. Verfassungszusatz beraten und verabschiedet. Dabei ging es um die bundesweite Einkommensteuer und die Direktwahl der US-Senatoren.
1914 verzichtete Prouty auf eine weitere Kandidatur. In den folgenden Jahren praktizierte er wieder als Rechtsanwalt und war Kurator der Central University. Solomon Prouty starb am 16. Juli 1927 in Des Moines.